# Phaenochitonia mandosa
Phaenochitonia mandosa är en fjärilsart som beskrevs av Druce 1904. Phaenochitonia mandosa ingår i släktet Phaenochitonia och familjen Riodinidae. Inga underarter finns listade i Catalogue of Life.